# Larissa Bonfante
Larissa Bonfante (Nàpols, 27 de març del 1931 – 23 d'agost del 2019, Ciutat de Nova York, Nova York) fou una classicista italiano-estatunidenca, professora de Cultura Clàssica emèrita a la Universitat de Nova York i una autoritat en llengua i cultura Etrusca.

## Biografia
Bonfante va néixer a Nàpols i era filla del prestigiós lingüista i romanista Giuliano Bonfante. Va créixer a la vila de Princeton, on el seu pare exercia de professor. Bonfante va estudiar Belles Arts i Cultura Clàssica a la Barnard Universitat, i va assolir la llicenciatura l'any 1954; va completar el seu màster en cultura clàssica a la Universitat de Cincinnati, l'any 1957, i el seu doctorat en Història de l'art i Arqueologia a la Universitat de Colúmbia, l'any 1966.
Va estudiar a Colúmbia amb Otto Brendel. Larissa Bonfante va rebre el Gold Medal Award for Distinguished Archaeological Achievement el 2007 per l'Archeaological Institute of Amèrica. Fou membre de la secció americana de l'Istituto Nazionale di Studi Etruschi ed Italici. Va editar la publicació periòdica Etruscan News, que informava de les activitats de la secció americana. L'any 2009, Larissa Bonfante va ser elegida com a membre de la Societat Filosòfica Americana.

## Selecció de publicacions
- 1970. "Roman Triumphs and Etruscan Kings: The Changing Face of the Triumph." (Triomfs romans i reis etruscs: La canviant cara del triomf." Revista d'Estudis Romans 60:49-66.
- 1975. Etruscan dress. (Roba etrusca) Baltimore: Johns Hopkins University Press. Reviews: Revista americana d'Arqueologia 81.2:253-254
- 1979. The Plays of Hrotswitha of Gandersheim. Traductorar, amb Alexandra Bonfante-Warren.
- 1981. Out of Etruria : Etruscan influence north and south. (Fora d'Etruria: influència etrusca al nord i al sud). Oxford: BAR. ISBN 9780860541219
- (Amb el seu pare, Giuliano Bonfante) Etruscan life and afterlife: a handbook of Etruscan studies (La vida i el més enllà pels etruscs: manual d'estudis etruscs). Wayne State University Press.[7]
- 1989. Nudity as a Costume in Classical Art (La nuesa com a vestit en l'art clàssic). American Journal of Archaeology 93.4:543-70.
- 1990. Reading The Past Etruscan. Berkeley: University of California Press..
- 1997 Corpus Speculorum Etruscorum USA / 3, Nova York, the Metropolitan Museum of Art. Ames, Iowa: Iowa State University Press.
- 2001.Italy and Cyprus in antiquity, 1500-450 BC : proceedings of an international symposium held at the Italian Academy for Advanced Studies in America at Columbia University, November 16–18, 2000. (Itàlia i Xipre a l'antiguitat, 1500-450 BC: Simposi internacional de l'Acadèmia italiana per a Estudis avançats sobre Amèrica de la Universitat de Colúmbia, novembre 16–18, 2000). Nicosia: Costakis and Leto Severis Foundation.
- 2006. (Amb Judith Swaddling) Etruscan myths (Mites etruscs). University of Texas Press..
- 2006. (Amb Blair Fowlkes). Classical antiquities at New York University (Antiguitats clàssiques a Universitat de Nova York) Rome: "L'Erma" di Bretschneider.[8] 2011. The Barbarians of ancient Europe: realities and interactions (Els bàrbars de l'Europa antiga: realitats i interaccions. Cambridge University Press.[9]
- 2013. The Plays of Hrotswitha of Gandersheim (Els jocs d'Hrotswitha de Gandersheim) Edició bilingüe.
- 2016. The Collection of Antiquities of the American Academy in Rome (La col·lecció d'antigüetats de l'American Academy de Roma) University of Michigan Press. ISBN 978-0-472-11989-9

## Necrològiques
- "Larissa Bonfante morta una Nova York: l'archeologa era tra le maggiori specialiste di Etruschi" Il Messaggero (31 agost 2019)[10]
- "Addio Tot'archeologa napoletana Larissa Bonfante: fu insigne etruscologa" Il Mattino.Ell (31 agost 2019)[11]
- In memoriam. Declaració publicada per l'Archaeological Institut of America, per Jean MacIntosh Turfa (6 setembre 2019).
- "In Memoriam: Larissa Bonfante (1931–2019)" a l'Etruscan and Italic Studies 22:1-2 (12 Nov 2019), per Nancy de Grummond.
- Commemoració a Etruscan News v. 22 (Hivern del 2020), publicat per la New York University.